# Signiphora perpauca
Signiphora perpauca är en stekelart som beskrevs av Girault 1915. Signiphora perpauca ingår i släktet Signiphora och familjen långklubbsteklar. Inga underarter finns listade i Catalogue of Life.